# 반도땃쥐
반도땃쥐(Crocidura negligens)는 땃쥐과에 속하는 포유류의 일종이다. 말레이 반도와 태국(끄라 지협 남부)에서 발견된다. 또한 사무이 섬, 풀라우 티오만, 풀라우 마포르 인근 섬에서도 발견된다.